# Palandöken Belediyesi Spor Kulübü 2014-2015
Questa voce raccoglie le informazioni riguardanti il Palandöken Belediyesi Spor Kulübü nelle competizioni ufficiali della stagione 2014-2015.

## Organigramma societario
Area direttiva
- Presidente: Zafer Bülent Engin

Area tecnica
- Allenatore: Ünsal Kırıcı (fino a febbraio), Mustafa Çayır (da febbraio)
- Allenatore in seconda: Mehmet Şantay
- Scoutman: Yaşar Karapına

## Rosa
| N° | Nome              | Ruolo | Data di nascita   | Nazionalità sportiva |
| -- | ----------------- | ----- | ----------------- | -------------------- |
| 1  | Niyazi Durmaz     | C     | 8 luglio 1983     | Turchia              |
| 2  | Matthias Valkiers | P     | 8 aprile 1990     | Belgio               |
| 4  | Metodi Ananiev    | S     | 17 febbraio 1986  | Bulgaria             |
| 5  | Faik Yaz          | S     | 9 aprile 1984     | Turchia              |
| 6  | Mete Güngör       | O     | 21 febbraio 1988  | Turchia              |
| 7  | Umut Baran        | C     | 3 febbraio 1986   | Turchia              |
| 8  | Metin Durmuş      | L     | 2 maggio 1989     | Turchia              |
| 9  | Ömer Kurtay       | L     | 10 febbraio 1983  | Turchia              |
| 11 | Özgür Ali         | S     | 1º maggio 1989    | Turchia              |
| 13 | Mehmet Yeşilyemiş | P     | 21 aprile 1978    | Turchia              |
| 14 | Yakan Guma        | O     | 11 dicembre 1984  | Ruanda               |
| 14 | Robson de Fazio   | O     | 25 aprile 1979    | Brasile              |
| 16 | Idner Martins     | S     | 19 dicembre 1978  | Brasile              |
| 18 | Ali Çayır         | S     | 13 settembre 1981 | Turchia              |
| 19 | Süleyman Kolişler | C     | 28 maggio 1979    | Turchia              |

## Risultati

### Voleybol 1. Ligi

#### Regular season

##### Andata
| 1ª giornata - 19 ottobre 2014 İnegöl Kapalı Spor Salonu, İnegöl           | İnegöl         | 3 - 0 | Palandöken           | 25-22, 25-16, 25-14               |
| 2ª giornata - 26 ottobre 2014 Recep Tayyip Erdoğan Spor Salonu, Erzurum   | Palandöken     | 0 - 3 | Arkas                | 11-25, 14-25, 19-25               |
| 3ª giornata - 29 ottobre 2014 BJK Akatlar Arena, Istanbul                 | Beşiktaş       | 3 - 1 | Palandöken           | 25-23, 21-25, 32-30, 25-22        |
| 4ª giornata - 2 novembre 2014 Recep Tayyip Erdoğan Spor Salonu, Erzurum   | Palandöken     | 3 - 2 | Gümüşhane Torul      | 21-25, 25-20, 23-25, 25-15, 15-12 |
| 5ª giornata - 9 novembre 2014 Başkent Voleybol Salonu, Ankara             | Halkbank       | 3 - 0 | Palandöken           | 25-21, 25-19, 25-17               |
| 6ª giornata - 15 novembre 2014 Recep Tayyip Erdoğan Spor Salonu, Erzurum  | Palandöken     | 0 - 3 | Fenerbahçe           | 21-25, 19-25, 15-25               |
| 7ª giornata - 23 novembre 2014 Başkent Voleybol Salonu, Ankara            | Ziraat Bankası | 3 - 0 | Palandöken           | 25-15 25-16 25-22                 |
| 8ª giornata - 30 novembre 2014 Recep Tayyip Erdoğan Spor Salonu, Erzurum  | Palandöken     | 0 - 3 | Maliye Milli Piyango | 18-25, 22-25, 22-25               |
| 9ª giornata - 7 dicembre 2014 Burhan Felek Spor Salonu, Istanbul          | İstanbul BB    | 3 - 0 | Palandöken           | 25-23, 25-18, 25-21               |
| 10ª giornata - 14 dicembre 2014 Recep Tayyip Erdoğan Spor Salonu, Erzurum | Palandöken     | 3 - 1 | Şahinbey             | 21-25, 25-23, 25-13, 25-20        |
| 11ª giornata - 21 dicembre 2014 Burhan Felek Spor Salonu, Istanbul        | Galatasaray    | 3 - 0 | Palandöken           | 34-32, 25-20, 25-19               |

##### Ritorno
| 12ª giornata - 10 gennaio 2015 Recep Tayyip Erdoğan Spor Salonu, Erzurum  | Palandöken           | 3 - 0 | İnegöl         | 25-21, 25-18, 25-19               |
| 13ª giornata - 18 gennaio 2015 İzmir Atatürk Spor Salonu, Smirne          | Arkas                | 3 - 0 | Palandöken     | 25-11, 25-19, 25-14               |
| 14ª giornata - 24 gennaio 2015 Recep Tayyip Erdoğan Spor Salonu, Erzurum  | Palandöken           | 0 - 3 | Beşiktaş       | 16-25, 24-26, 29-31               |
| 15ª giornata - 31 gennaio 2015 Torul Spor Salonu ve Cim Saha, Gümüşhane   | Gümüşhane Torul      | 3 - 2 | Palandöken     | 25-21, 25-21, 21-25, 17-25, 17-15 |
| 16ª giornata - 6 febbraio 2015 Recep Tayyip Erdoğan Spor Salonu, Erzurum  | Palandöken           | 0 - 3 | Halkbank       | 13-25, 15-25, 18-25               |
| 17ª giornata - 14 febbraio 2015 Burhan Felek Spor Salonu, Istanbul        | Fenerbahçe           | 3 - 0 | Palandöken     | 25-21, 25-23, 25-17               |
| 18ª giornata - 21 febbraio 2015 Recep Tayyip Erdoğan Spor Salonu, Erzurum | Palandöken           | 0 - 3 | Ziraat Bankası | 22-25, 23-25, 21-25               |
| 19ª giornata - 28 febbraio 2015 Başkent Voleybol Salonu, Ankara           | Maliye Milli Piyango | 3 - 0 | Palandöken     | 30-28, 25-17, 25-18               |
| 20ª giornata - 7 marzo 2015 Recep Tayyip Erdoğan Spor Salonu, Erzurum     | Palandöken           | 3 - 1 | İstanbul BB    | 25-15, 25-22, 23-25, 25-20        |
| 21ª giornata - 14 marzo 2015 Karataş Şahinbey Spor Salonu, Gaziantep      | Şahinbey             | 3 - 0 | Palandöken     | 25-21, 25-19, 25-14               |
| 22ª giornata - 21 marzo 2015 Recep Tayyip Erdoğan Spor Salonu, Erzurum    | Palandöken           | 3 - 1 | Galatasaray    | 25-18, 25-21, 28-30, 25-20        |

#### Play-out
| 1ª giornata - 29 marzo 2015 Başkent Voleybol Salonu, Ankara | Palandöken      | 2 - 3 | İnegöl          | 25-23, 22-25, 25-21, 20-25, 12-15 |
| 2ª giornata - 30 marzo 2015 Başkent Voleybol Salonu, Ankara | Gümüşhane Torul | 1 - 3 | Palandöken      | 22-25, 19-25, 25-23, 14-25        |
| 3ª giornata - 31 marzo 2015 Başkent Voleybol Salonu, Ankara | Şahinbey        | 1 - 3 | Palandöken      | 23-25, 23-25, 25-18, 22-25        |
| 4ª giornata - 5 aprile 2015 Yakup Kılıç Spor Salonu, Elâzığ | Palandöken      | 1 - 3 | Şahinbey        | 21-25, 20-25, 26-24, 19-25        |
| 5ª giornata - 6 aprile 2015 Yakup Kılıç Spor Salonu, Elâzığ | Palandöken      | 3 - 0 | Gümüşhane Torul | 25-20, 25-21, 25-23               |
| 6ª giornata - 7 aprile 2015 Yakup Kılıç Spor Salonu, Elâzığ | İnegöl          | 3 - 1 | Palandöken      | 19-25, 25-22, 25-21, 25-13        |

## Statistiche

### Statistiche di squadra
| Competizione     | Punti | In casa | In casa | In casa | In trasferta | In trasferta | In trasferta | Totale | Totale | Totale |
| Competizione     | Punti | G       | V       | P       | G            | V            | P            | G      | V      | P      |
| ---------------- | ----- | ------- | ------- | ------- | ------------ | ------------ | ------------ | ------ | ------ | ------ |
| Voleybol 1. Ligi | 25    | 11      | 5       | 6       | 11           | 0            | 11           | 28     | 8      | 20     |
| Totale           | -     | 11      | 5       | 6       | 11           | 0            | 11           | 28     | 8      | 20     |

G = partite giocate; V = partite vinte; P = partite perse

### Statistiche dei giocatori
| Giocatore     | Voleybol 1. Ligi | Voleybol 1. Ligi | Voleybol 1. Ligi | Voleybol 1. Ligi | Voleybol 1. Ligi | Totale | Totale | Totale | Totale | Totale |
| Giocatore     | P                | PT               | AV               | MV               | BV               | P      | PT     | AV     | MV     | BV     |
| ------------- | ---------------- | ---------------- | ---------------- | ---------------- | ---------------- | ------ | ------ | ------ | ------ | ------ |
| Ö. Ali        | 15               | 14               | 10               | 3                | 1                | 15     | 14     | 10     | 3      | 1      |
| M. Ananiev    | 0                | 0                | 0                | 0                | 0                | 0      | 0      | 0      | 0      | 0      |
| U. Baran      | 28               | 188              | 118              | 55               | 15               | 28     | 188    | 118    | 55     | 15     |
| A. Çayır      | 28               | 294              | 245              | 35               | 14               | 28     | 294    | 245    | 35     | 14     |
| R. de Fazio   | 21               | 275              | 237              | 23               | 15               | 21     | 275    | 237    | 23     | 15     |
| N. Durmaz     | 18               | 73               | 47               | 17               | 9                | 18     | 73     | 47     | 17     | 9      |
| M. Durmuş     | 4                | 1                | 1                | 0                | 0                | 4      | 1      | 1      | 0      | 0      |
| Y. Guma       | 3                | 23               | 19               | 1                | 3                | 3      | 23     | 19     | 1      | 3      |
| M. Güngör     | 25               | 71               | 62               | 4                | 5                | 25     | 71     | 62     | 4      | 5      |
| S. Kolişler   | 23               | 74               | 43               | 23               | 8                | 23     | 74     | 43     | 23     | 8      |
| Ö. Kurtay     | 28               | 2                | 2                | 0                | 0                | 28     | 2      | 2      | 0      | 0      |
| I. Martins    | 20               | 123              | 101              | 17               | 5                | 20     | 123    | 101    | 17     | 5      |
| M. Valkiers   | 28               | 67               | 33               | 22               | 12               | 28     | 67     | 33     | 22     | 12     |
| F. Yaz        | 28               | 215              | 174              | 31               | 10               | 28     | 215    | 174    | 31     | 10     |
| M. Yeşilyemiş | 20               | 8                | 3                | 3                | 2                | 20     | 8      | 3      | 3      | 2      |

P = presenze; PT = punti totali; AV = attacchi vincenti; MV = muri vincenti; BV = battute vincenti